# Jardines de Valloires
El Jardines de Valloires (en francés: Jardins de Valloires) es un jardín botánico de 8 hectáreas de extensión, ubicado en los terrenos que rodean a la abadía cisterciense del siglo XII reconstruida en el siglo XVIII Abbaye de Valloires en Argoules, Francia.
Está clasificado por el "Ministerio de Cultura de Francia" como jardín notable y "Collection National" por el Conservatorio de colecciones vegetales especializadas, gracias a su colección del género Rubus.
Los Jardins de Valloires están considerados como jardín notable de Francia en el 2005.

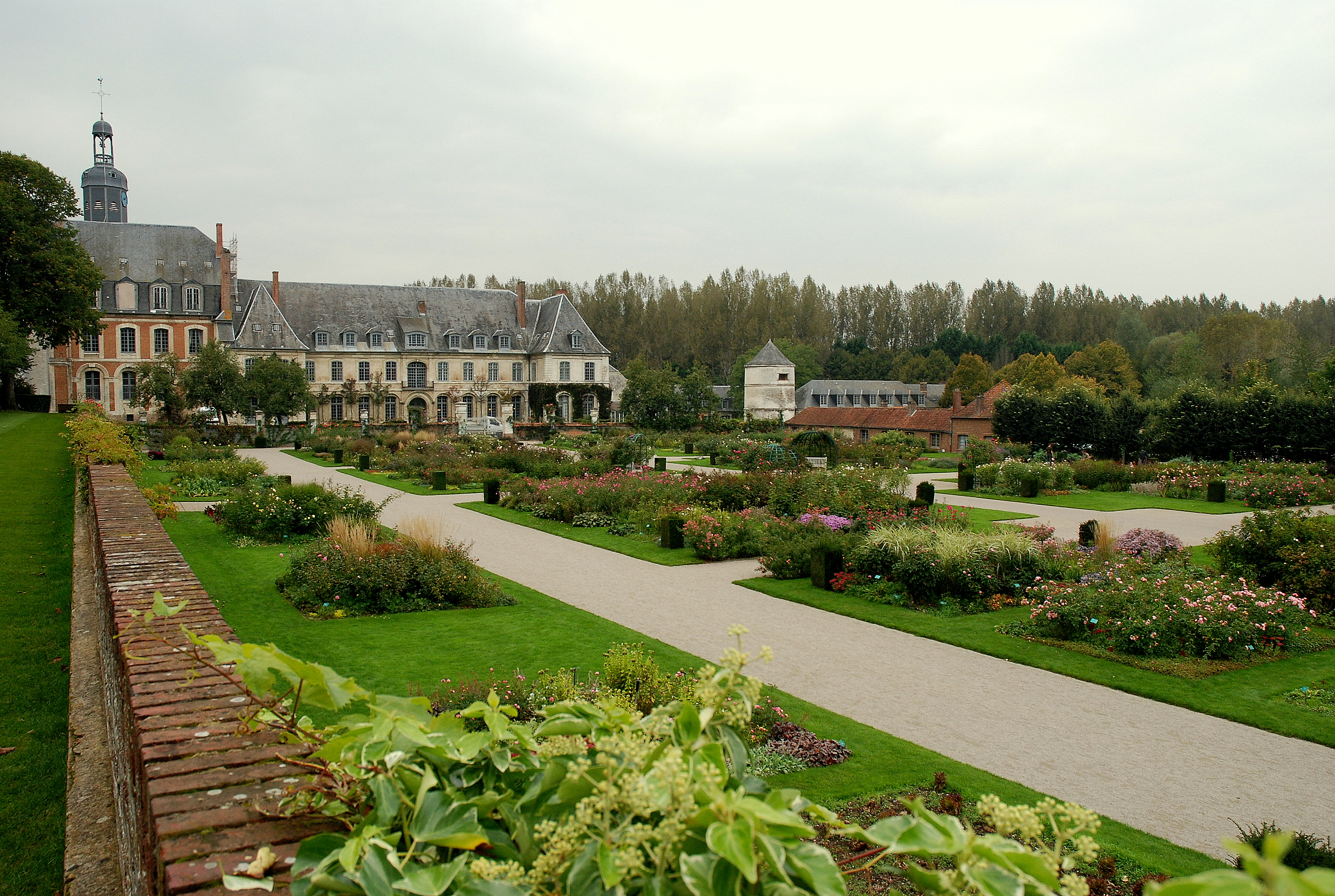
Jardines a la francesa.

## Localización
El jardín botánico se encuentra entre las afueras de Argoules y el centro de la ciudad.
Jardins de Valloires Argoules, Département de Somme, Picardie, Francia.
Planos y vistas satelitales.50°20′51″N 1°49′14″E / 50.34750, 1.82056
Está abierto a diario en los meses cálidos del año. Se cobra una tarifa de entrada.

## Historia
Los orígenes de los jardines se sitúan en 1981 cuando el jardinero Jean-Louis Cousin comenzó a buscar un sitio para su colección de 3000 variedades de plantas procedentes de norte de Asia y Norteamérica.
En 1985 la Región de la Picardía, el Departamento de la Somme, y el Sindicato Mixto de labores de mantenimiento de la Côte Picarde acordaron construir un nuevo jardín al lado de la Abadía de Valloires.
Comenzando en 1987, los jardines fueron diseñados por Gilles Clément, quien también diseñó el Parc André-Citroën y Jardin botanique du domaine du Rayol.
Fue abierto al público por primera vez en 1989, siendo creados nuevos jardines adicionales en los años siguientes.

## Colecciones botánicas
Actualmente alberga unos 5000 taxones, representando a 75 familias, 698 géneros, y 2030 especies, con énfasis en las plantas procedentes de China, Japón, y Asia Central.
El jardín está organizado en tres grandes secciones:
- Jardines a la francesa, que armonizan con la fachada oeste de la abadía.

- Jardines a la inglesa (jardins des îles), contiene colecciones botánicas organizadas dentro de «islas».

- Jardín de aire natural silvestre.

Entre los puntos de interés se incluye una rosaleda con 200 variedades de rosas modernas y antiguas, jardín de plantas medicinales, huerto, jardín de la evolución (con 6000 m², abierto en el 2003) en honor del científico local Jean-Baptiste Lamarck, y jardín de los cinco sentidos.
En los jardines se alberga la "Collection National" de Rubus reconocida por el Conservatoire des Collections Végétales Spécialisées (CCVS), además de una colección de 98 variedades de Viburnum.
La rosaleda con más de 120 variedades de rosas antiguas y botánicas en el Jardin des Iles.
Además alberga 80 variedades de rosas modernas asociadas a las plantas medicinales y del huerto.
Además, la rosaleda contiene tres variedades especiales ligadas a este emplazamiento:
La variedad Jardins de Valloires creada por André Eve y nombrada formalmente en 1992 por Catherine Deneuve,
La Rose des Cisterciens creada por Delbard en 1998 en honor del 900.º aniversario de la orden Cisterciense,
La Rose of Picardie creada en 2004 por David Austin.
Algunos especímenes en los Jardins de Valloires.

Especímenes
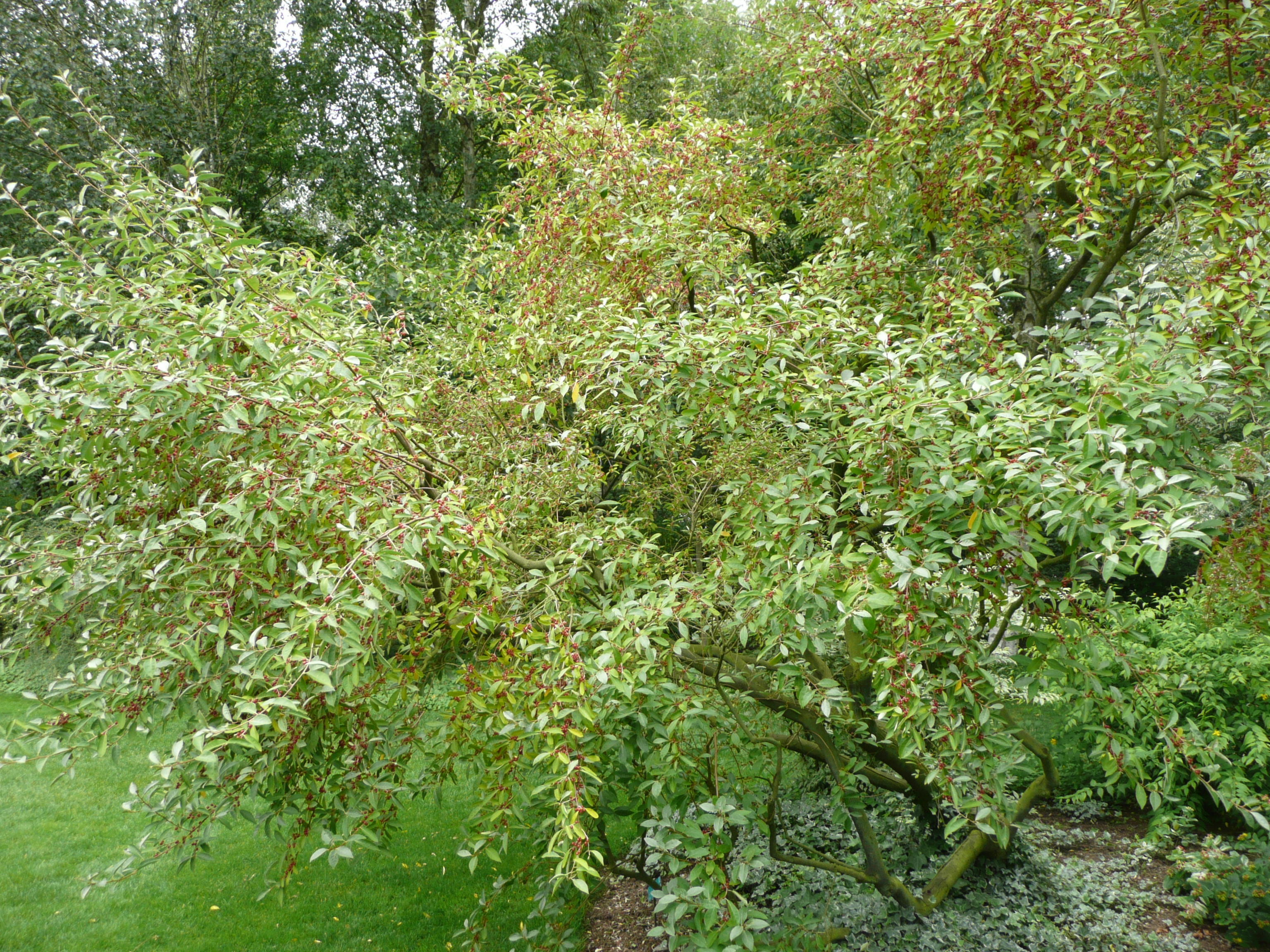
Elaeagnus montana.
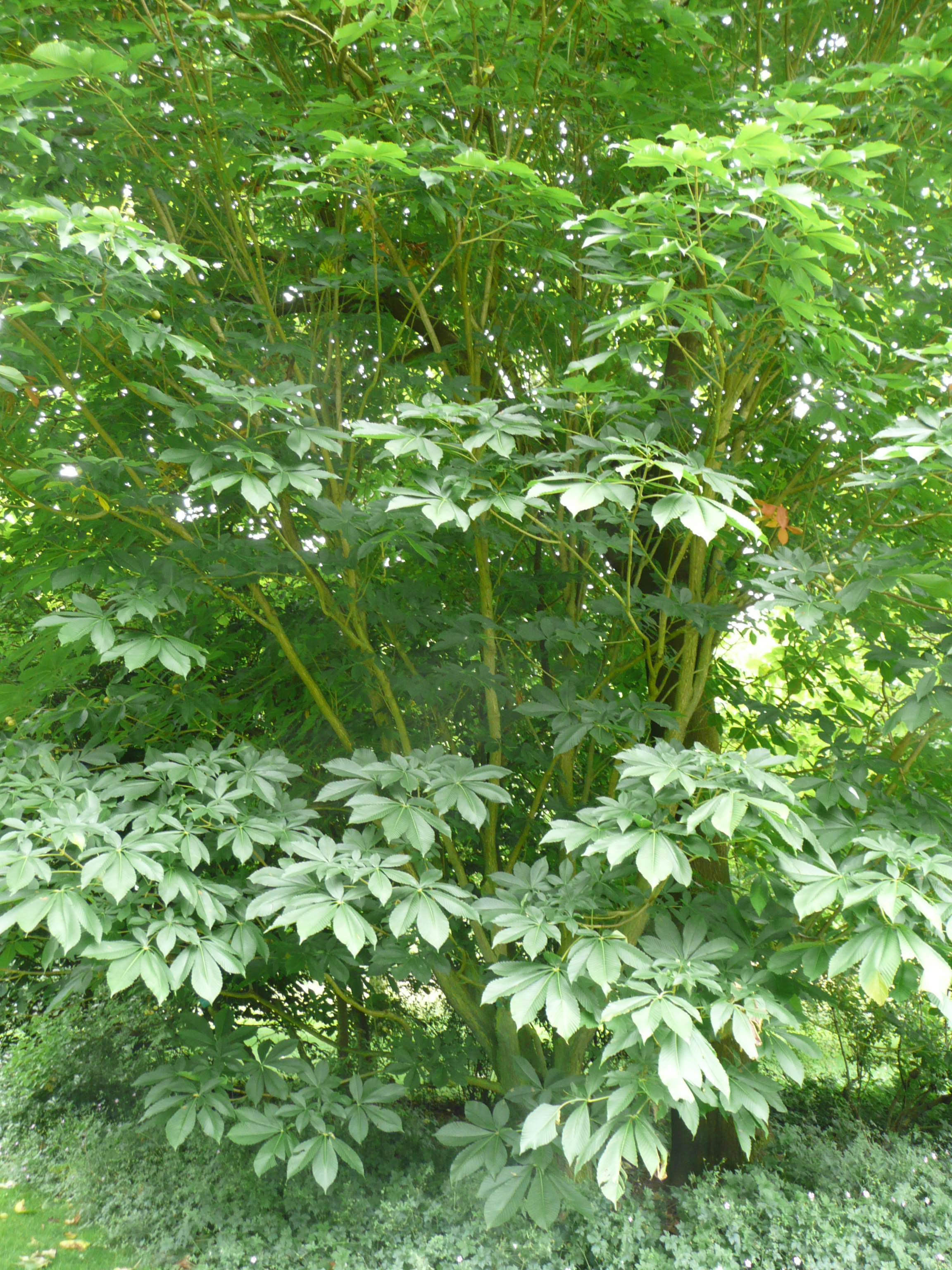
Aesculus flava.
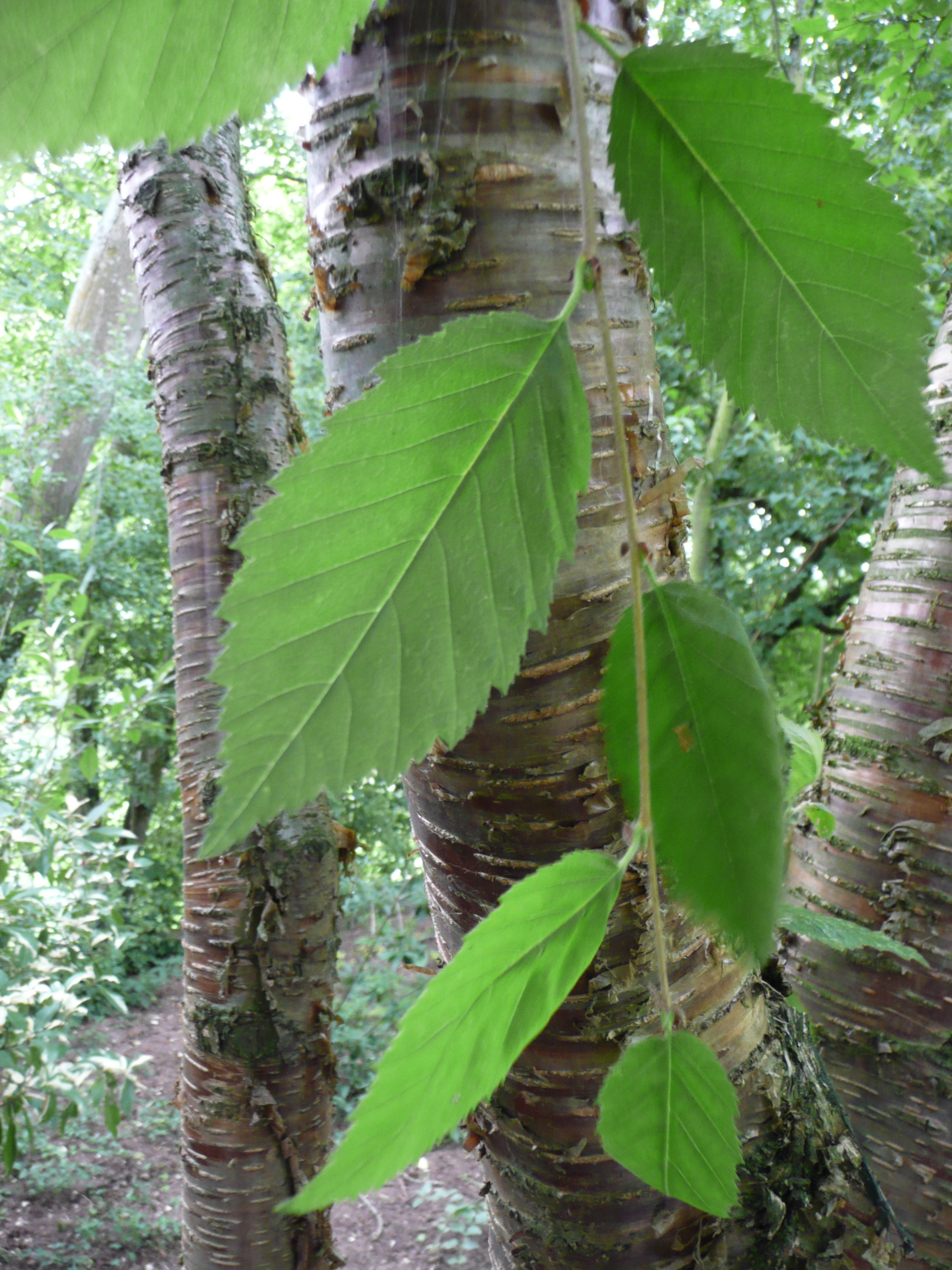
Betula alleghaniensis.
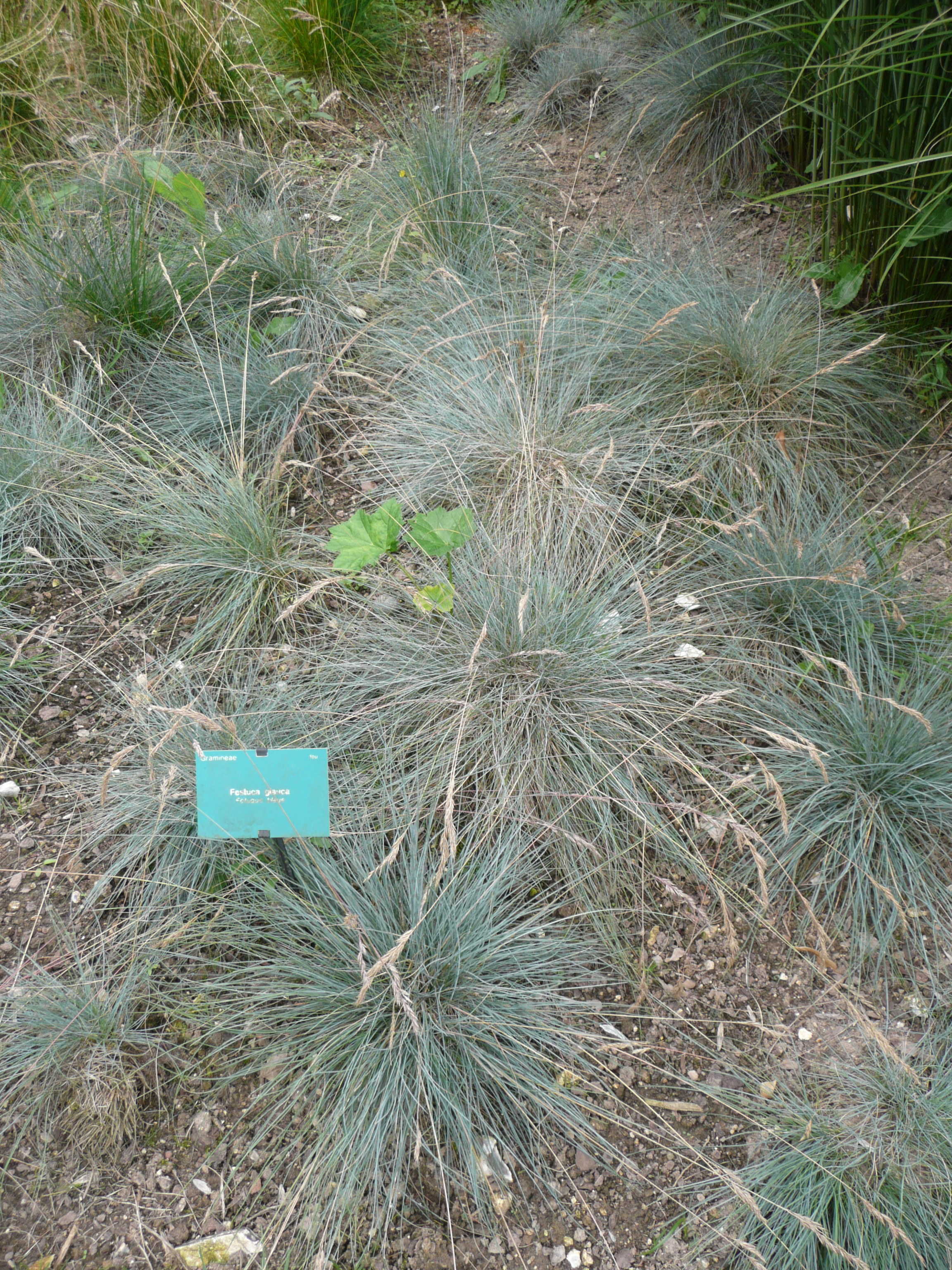
Festuca glauca.
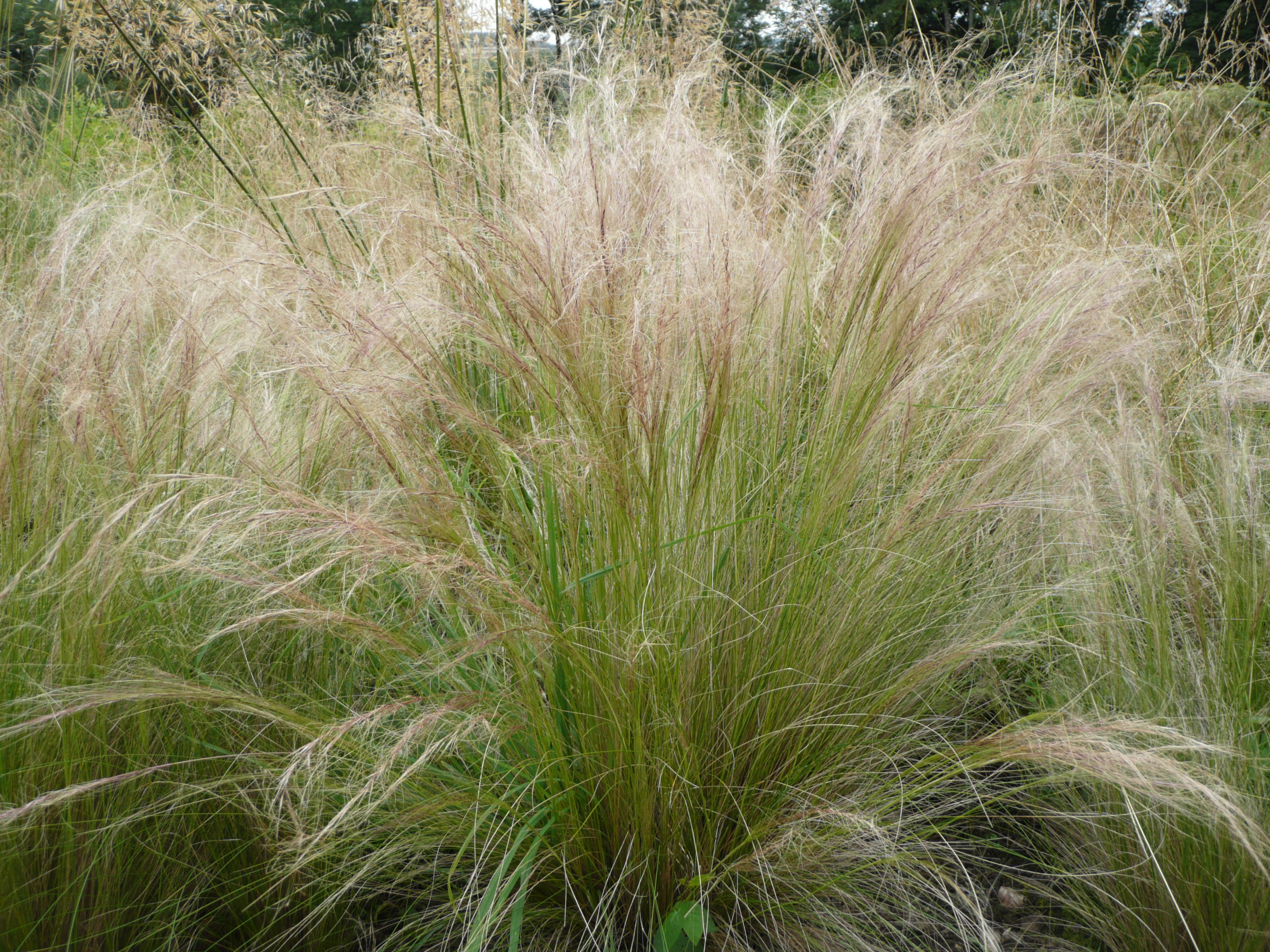
Stipa tenuifolia

Algunos detalles en los Jardins de Valloires.

Detalles
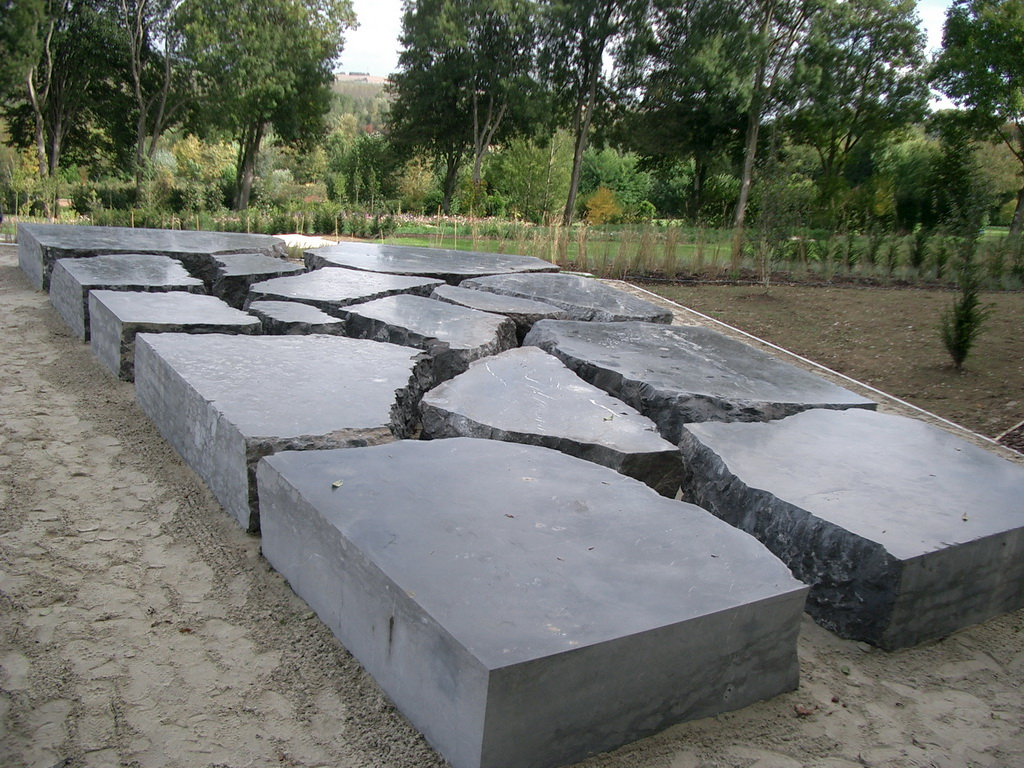
Abadía de Valloires « Jardin Lamarck, Chambre des Nuages ».
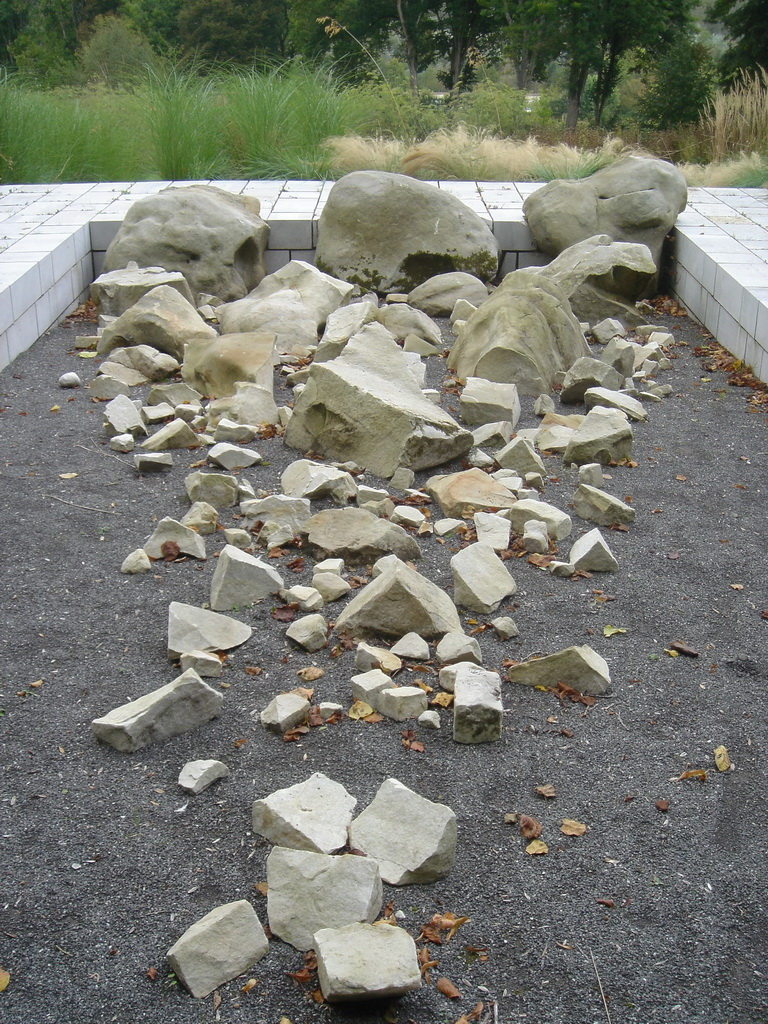
« Jardin Lamarck, Chambre de l'Hydorgeologie ».
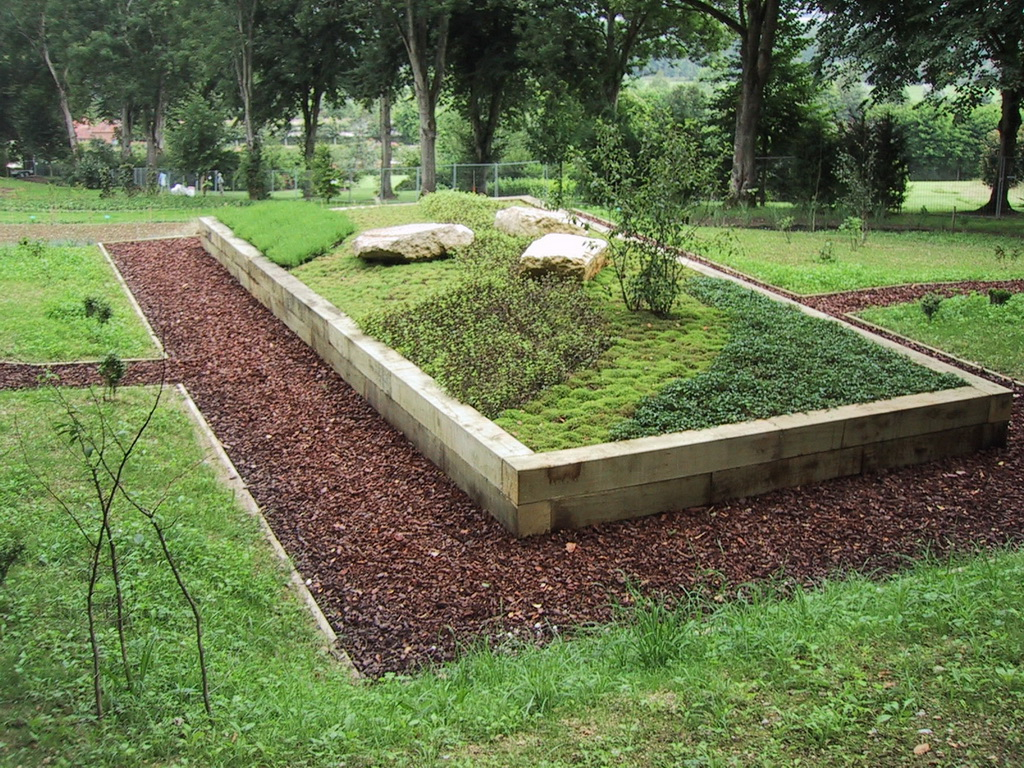
« Jardin Lamarck, Chambre de l'évolution de la Biologie »
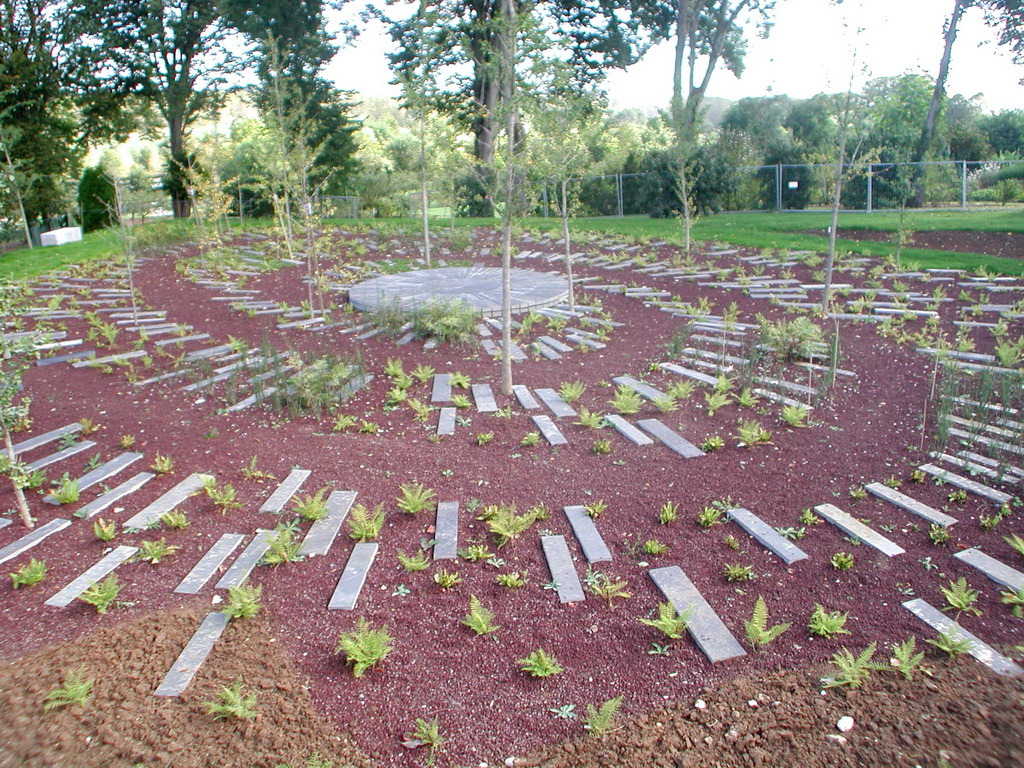
« Jardin Lamarck, plantes anciennes ».